# Alchester
Alchester ist der angelsächsische und moderne Name einer römischen Stadt in der englischen Grafschaft Oxfordshire. Der antike Name ist unbekannt.
Die Stadt formte ein Quadrat von etwa 300 × 300 Meter und hatte ein Netz mit sich rechtwinklig kreuzenden Straßen. Das Stadtgebiet, das etwa 10 Hektar einnahm, war von einer Mauer umgeben, es konnten aber umfangreiche Besiedlungsspuren außerhalb der Stadtmauern beobachtet werden, so dass das ganze Stadtgebiet ca. 40 ha einnahm. Es konnten Umfassungen von militärischen Lagern beobachtet werden, die der zivilen Siedlung zeitlich vorangingen.
Innerhalb der ummauerten Stadt gab es verschiedene Steinbauten, einer davon war vielleicht ein Bad, ein anderes Gebäude war vielleicht ein römisch-keltischer Tempel. Diese Bauten konzentrierten sich im Zentrum des Ortes. Viele Bauten waren aus Holz errichtet.
In der Stadt fanden bisher nur vereinzelte Ausgrabungen statt, so dass der allgemeine Charakter des Ortes noch viele Fragen offenlässt. Im Jahr 2003 durchgeführte Ausgrabungen erbrachten beschriftete Grabsteine.